# Borowina (Grójec)
Pour les articles homonymes, voir Borowina.
Borowina (prononciation : [bɔrɔˈvina]) est un village polonais de la gmina de Nowe Miasto nad Pilicą dans le powiat de Grójec de la voïvodie de Mazovie dans le centre-est de la Pologne.

## Histoire
De 1975 à 1998, le village appartenait administrativement à la voïvodie de Radom.